# Calle Junius (línea New Lots)
La Junius Street (calle Junius en español) es una estación en la línea New Lots del metro de la ciudad de Nueva York, actualmente es una de las estaciones más importantes del servicio 3, pero también funciona con el servicio de trenes de las líneas 2, 4, y 5. Localizada en la calle Junius y la avenida Livonia en Brooklyn, la estación tiene dos vías con dos plataformas laterales.

## Conexiones de buses
- B14[1]